# Рябчик Валуева
Ря́бчик Валу́ева (лат. Fritillāria walujēwii) — вид однодольных растений рода Рябчик (Fritillaria) семейства Лилейные (Liliaceae). Впервые описан российским ботаником Э. Л. Регелем в 1879 году.
Видовой эпитет дан в честь Петра Александровича Валуева, российского государственного деятеля.

## Распространение и среда обитания
Известен из Китая (Синцзян-Уйгурский автономный район), Казахстана и Киргизии.
Произрастает на лугах, в степях, еловых лесах, среди зарослей.

## Ботаническое описание
Стебель высотой 20—50 см.
Листьев 7—13, линейные или ланцетные; на средней части растения листья как правило собраны в мутовки по 3—5.
Соцветие с одним, иногда с двумя и более цветками; цветки поникающие, колокольчатой формы, с фиолетовыми, реже беловато-зелёными лепестками.
Плод — коробочка с крыловидным придатком.
Цветёт в мае и июне, плодоносит в июле и августе.
Число хромосом — 2n=24.

## Природоохранная ситуация
В Китае имеет статус уязвимого вида.

## Синонимы
Синонимичные названия:
- Fritillaria ferganensis Losinsk.
- Fritillaria tianshanica Y.K.Yang & L.R.Hsu
- Fritillaria walujewii var. plena X.Z.Duan & X.J.Zheng
- Fritillaria walujewii var. shawanensis X.Z.Duan & X.J.Zheng
- Fritillaria xinyuanensis Y.K.Yang & J.K.Wu